# Johannes Christoffel Nel
Johannes Christoffel Nel, né le 28 novembre 1991, est un coureur cycliste sud-africain.

## Palmarès
- 2012
  - 2e du championnat d'Afrique du Sud du contre-la-montre espoirs
- 2013
  -  Champion d'Afrique du Sud du contre-la-montre par équipes[1]
  - 2e du championnat d'Afrique du Sud du contre-la-montre espoirs
  -  Médaillé d'argent du championnat d'Afrique sur route espoirs
  -  Médaillé de bronze du championnat d'Afrique du contre-la-montre par équipes
  -  Médaillé de bronze du championnat d'Afrique du contre-la-montre
- 2014
  - Classement général de la Jock Classic
- 2016
  - 2e étape du Mpumalanga Tour
  - 1re étape de la Jock Race
  - Khemani Road Classic
- 2017
  - 2e étape du Mpumalanga Tour

## Classements mondiaux
| Année           | 2014 | 2015 | 2016 |
| --------------- | ---- | ---- | ---- |
| UCI Africa Tour | 91e  |      | 201e |